# Mario Anguiano Moreno
Mario  Anguiano Moreno (Colima, Colima; 15 de agosto de 1962) es un Político Mexicano, miembro del Partido Revolucionario Institucional y Exgobernador Constitucional del Estado de Colima. Expresidente Municipal de la Ciudad de Colima, recuperando la capital colimense a su partido luego del mandato del panista Leoncio Morán Sánchez. En julio de 2009, ganó en las Elecciones estatales de Colima de 2009 la gobernatura del estado, derrotando así a la senadora Panista Martha Leticia Sosa Govea,  para el periodo 2009 - 2015.

## Biografía
Mario Anguiano Moreno es originario de la localidad de Tinajas, municipio de Colima, Colima, México, siendo hijo de Miguel Anguiano Valdez.
Nació el 15 de agosto de 1962, siendo hijo de Miguel Anguiano Valdez.
Obtuvo el título de Licenciado en Economía por la Universidad de Colima. Por su dedicación y empeño fue merecedor del premio “Peña Colorada” al haber obtenido el mejor promedio de la generación 1981-1986.[cita requerida]
Destaca en su trayectoria académica, el haber sido invitado por la Fundación Friedrich Nauman, como representante de México a cursos de capacitación en Planeación Gubernamental y Descentralización Fiscal, llevados a cabo en los años de 1997 y 2001, respectivamente, en Alemania.[cita requerida]
Fungió como Presidente Municipal de la Ciudad de Colima, recuperando la capital colimense a su partido luego del mandato del panista Leoncio Morán Sánchez, en el período 2006-2009.
Mario Anguiano también ha incursionado en el sector privado, fungiendo como director general de la Empresa “Agrotecnología de Colima S.A. de C. V.”, durante el período 1999-2000.
Es miembro del Partido Revolucionario Institucional desde 1990. En este órgano político ocupó la Presidencia de la Liga de Economistas Revolucionarios de 1994 a 1999.

## Candidatura
Fue elegido candidato del PRI luego de un largo proceso interno en el que compitió con Arnoldo Ochoa González, Rogelio Rueda Sánchez y Héctor Michel Camarena. 

## Elecciones
Durante las Elecciones estatales de Colima de 2009, obtuvo la mayoría de los votos emitidos para Gobernador del Estado de Colima, periodo 2009 - 2015, luego de derrotar a su contrincante, la senadora Martha Sosa Govea del Partido Acción Nacional por un muy amplio margen de votos.